# Kimi to Kanojo to Kanojo no Koi
Kimi to Kanojo to Kanojo no Koi (君と彼女と彼女の恋。), también conocido como Totono, y oficialmente localizado como You and Me and Her: A Love Story es una novela visual japonesa desarrollada por Nitroplus para Windows. Fue lanzada el 27 de junio de 2013. El guion fue escrito por Shimokura Vio y el arte fue realizado por Tsuji Santa. La banda sonora fue compuesta por Hirata Hironobu y cuenta con canciones de Iwase Keigo, Itou Kanako, Swinging Popsicle y Tada Aoi.
El juego fue lanzado en occidente por JAST USA en mayo de 2020, tanto en Steam
 como en la tienda de JAST. Un DLC de restauración para la versión de Steam fue lanzado en la tienda de JAST el 27 de mayo de 2020. También se hizo una traducción no oficial al español por parte de Eientei Translations y TraduSquare.

## Personajes
Shinichi Susuki
El protagonista del juego.
Miyuki Sone
Seiyū: Hitomi Nabatame (acreditada como Tezuka Maki)
Uno de los personajes principales del juego y amiga de la infancia de Shinichi. Desempeña el papel de estudiante de honor y posee una gran variedad de talentos.
Mukou Aoi
Seiyū: Mai Goto (Acreditada como Sendou Mitsuki)
Una misteriosa chica que pasa su tiempo en el tejado de la escuela intentando contactar con "Dios". Piensa que el mundo entero es un juego y que ella y Miyuki son "heroínas de una novela visual".
Yuutarou Akebono
Seiyū: Nobuyuki Hiyama (acreditado como Houdentei Nodogashira)
El mejor amigo de Shinichi y autoproclamado "Capitán" del Club de los Románticos.
Haru
Kouhai de Miyuki y compañera del club de teatro, tímida y apocada, pero con excelentes dotes de interpretación.